# Santa Cruz (Pernambuco)
Santa Cruz es un municipio brasileño del estado de Pernambuco. Tiene una población estimada al 2020 de 15 558 habitantes.

## Historia
En el año 1829, durante una peregrinación por el sertón, dos padres capuchinos tuvieron que interrumpir el viaje debido a una fiebre que afectó a uno de ellos, permaneciendo en el lugar donde hoy se encuentra el municipio por cerca de un mes. Se abrigaron bajo el pie de un juazeiro. Diversas familias acudían a ellos para asistencia espiritual y celebración de los sacramentos y misas. Se despidieron de la región dejando una gran cruz de madera en el lugar donde se abrigaban.
Esta cruz fue encontrada por los vaqueros del hacendero José Correa, señor de muchas tierras y esclavos que habitaba la región. José Correa pidió que trajeran la cruz a la hacienda, colocándola en la capilla. La cruz pasó a ser objeto de veneración de la población local, que visitaba la capilla en búsqueda de protección divina. A su alrededor comenzó a surgir la población. Al poco tiempo, surgió la fiesta de la Venerada Santa Cruz que ocurre del 1 al 3 de mayo, que además de los rituales religiosos también cuenta con puestos de comidas típicas y bebidas, bingos, bailas, etc.
El distrito de Santa Cruz, subordinado al municipio de Ouricuri fue creado el 23 de enero de 1915. Fue elevado a la categoría de municipio autónomo por la ley provincial nº 10623, del 10 de enero de 1991, e instalado en 1993. Está constituido por el distrito sede, Varzinha, Poço D'Antas, Caçimba Nova y Santa Helena.